# 渦掃型掃海艇
渦掃型掃海艇（ウォサオがたそうかいてい、英: Wosao-class mine countermeasure vessel）は、中国人民解放軍海軍の掃海艇の艦級に付与されたNATOコードネーム。人民解放軍海軍での制式名は082型掃海艇（中国語: 082型扫雷艇）。

## 来歴
ベトナム戦争中の1972年5月、ポケットマネー作戦において、アメリカ海軍は北ベトナムのハイフォン港に1万発以上の機雷を航空敷設し、封鎖した。これに対して中華人民共和国は、まず北ベトナムの要請に応じて同月末までに調査チームを派遣したのち、7月より、人民解放軍海軍の掃海艇12隻、支援艦艇4隻、人員318名をベトナムに派遣した。派遣艦隊は対機雷戦のノウハウの乏しさに直面し、少なくとも1名の死者を含む過酷な被害に耐えつつ、 27,700海里を航掃して、アメリカ製機雷46個を排除した。これによって貴重な経験が蓄積されたものの、人民解放軍海軍の対機雷戦能力は依然として低く、またかつて保有していた能力も、文化大革命によって大きく損なわれてしまったことが強く認識されるようになった。
この経験を踏まえて、1976年の第三回対機雷装備企画会（第三次反水雷装備規計会）において、新型の港湾掃海艇（港湾扫雷艇: 西側の中型掃海艇（MSC）に相当）の開発が決定された。これに基づいて建造されたのが本型である。設計は1984年に完了し、これに基づく1番艇は1987年に竣工、1988年より就役した。

## 設計
船型は平甲板型、船質は低磁性鋼とされている。掃海具としては、316型係維掃海具、317型磁気掃海具、318型音響掃海具、319型音響掃海具（超低周波）を搭載する。また機雷探知機も備えているが、現代的な前駆式・自走式の機雷処分具（ROV）は備えておらず、水中処分員（EOD）による機雷処分のみが行われている。掃海艇装備の高周波ソナーによる機雷探知とEODによる爆発物処理という機雷処分手法は、イギリス海軍が1960年代にトン型掃海艇でシステム化したものであり、日本の海上自衛隊でも昭和42年度計画のたかみ型掃海艇で導入していた。ただし海上自衛隊では、昭和50年度計画のはつしま型掃海艇以降、ROVによる機雷処分に移行している。

## 配備
1988年より、まず4隻（4422～4425号艇）が建造された。このうち、4422号艇は係維掃海具のみを備えていた。その後、2002年に800～803号艇と改称し、更に12隻が追加建造された。北海艦隊に2隻、東海艦隊に8隻、南海艦隊に4隻が配備されている。